# Ketenong Satu
Ketenong Satu is een bestuurslaag in het regentschap Lebong van de provincie Bengkulu, Indonesië. Ketenong Satu telt 509 inwoners (volkstelling 2010).